# Gustav Meyer (Jurist, 1813)
Gustav Bernhard Viktor Meyer (* 10. April 1813 in Breslau; † 28. November 1884) war ein deutscher Richter und Politiker.

## Leben
Meyer studierte Rechtswissenschaften und wurde 1839 Oberlandesgerichtsassessor am Oberlandesgericht Breslau. Ab 1853 war er Oberstaatsanwalt in Ratibor und 1856 in Breslau. Im Jahr 1866 wurde er zusätzlich Mitglied der Immediat-Justizexaminationskommission. 1866 wurde er zum Ersten Präsidenten des Appellationsgerichts Paderborn befördert. 1874 wurde er Mitglied der Kommission für das deutsche Bürgerliche Gesetzbuch. 1879 wechselte er als Präsident an das Kammergericht. Daneben war er Kronsyndikus und wurde mit königlichem Erlass vom 24. Oktober 1879 in das Preußische Herrenhaus berufen.

## Ehrungen
Er wurde mit dem Titel eines Wirklichen Geheimen Oberjustizrates und 1883 als Wirklicher Geheimer Rat geehrt. Am 17. November 1879 ernannte die Stadt Paderborn ihn zum Ehrenbürger.

## Familie
Er war evangelisch und heiratete Clara von Uhden, die Tochter von Alexander von Uhden.